# Osvaldo Filho
Osvaldo Lourenço Filho, noto come Osvaldo (Fortaleza, 11 aprile 1987), è un calciatore brasiliano, attaccante del Vitória.

## Palmarès

### Club

#### Competizioni nazionali
- Thai League 1: 1

Buriram United: 2018

#### Competizioni statali
- Campionato Cearense: 6

Fortaleza: 2008, 2019, 2020, 2021
Ceará: 2011, 2012
- Taça Guanabara: 1

Fluminense: 2017
- Campionato Pernambucano: 1

Sport Recife: 2017
- Campionato Baiano: 1

Vitoria: 2024

#### Competizioni internazionali
- Coppa Sudamericana: 1

San Paolo: 2012

### Individuale
- Capocannoniere del Campionato Baiano: 1

2024 (5 reti)